# Sukarami (Tanjung Lubuk)
Sukarami is een bestuurslaag in het regentschap Ogan Komering Ilir van de provincie Zuid-Sumatra, Indonesië. Sukarami telt 1280 inwoners (volkstelling 2010).